# أشرف طلبة
أشرف طلبة، (12 فبراير 1958) ممثل مصري.

## عن حياته
بدأ على المسرح المدرسي مع المخرج أحمد رأفت حيث قام بدور ميفستو فليس في مسرحية فاوست ثم انتقل من المدرسة الي مركز شباب الساحل مع الفنان أحمد ماهر حيث قام بالعديد من البطولات المسرحية ومنه الي المعهد العالي للفنون المسرحية، ومنه قام بالعديد من الأعمال التلفزيونية والسينمائية والمسرحية.مدير المسرح الحديث (مسرح السلام) وعضو مجلس إدارة المهن التمثيليه 

## من أعماله

### المسلسلات
- بت القبايل
- حواري بوخارست
- لهفة
- سلسال الدم 3
- سلسال الدم 2
- الصندوق الأسود
- جبل الحلال
- جبل الحلال 2
- السبع وصايا

### الأفلام
- دماغ شيطان
- شباب على الهواء
- إنذار بالطاعة
- كشف المستور
- الصرخة

### المسرحيات
- خداع البصر

### البرامج
- بين الناس

### سهرات تلفزيونية
- الألبوم

## روابط خارجية
- أشرف طلبة على موقع IMDb (الإنجليزية)
- أشرف طلبة على موقع الدهليز
- أشرف طلبة على موقع قاعدة بيانات الأفلام العربية